# John Archibald Wheeler
John Archibald Wheeler (9. července 1911 Jacksonville, USA – 13. dubna 2008) byl americký fyzik, který se zabýval teorií relativity a relativistickou astrofyzikou.

## Raný život a vzdělání
Narodil se 9. července 1911 ve městě Jacksonville na Floridě. Jeho rodiče byli knihovníci, měl tři sourozence, z nichž byl nejstarší. Brzy se rodina přestěhovala do Ohia. Střední školu ale dokončil v Baltimoru. Již ve věku 15 let nastoupil na univerzitu Johnse Hopkinse. První vědeckou práci napsal v roce 1930, o 3 roky později získal doktorský titul. Tématem jeho disertace byl rozptyl a absorpce helia. Do roku 1934 působil na New York University, poté rok u Nielse Bohra v Kodani. V roce 1934 také vydal první významnější vědeckou práci, s Gregory Braitem přišli na možnost transformace fotonů do hmoty ve formě elektron-pozitronových párů.

## Raná kariéra
Roku 1937 se stal Wheeler docentem na Severokarolínské univerzitě v Chapel Hill, odkud ovšem záhy odešel. Odmítl nabídku z univerzity Johnse Hopkinse na profesorské místo a odešel na Princetonskou univerzitu, kde získal post asistenta profesora. Na Princetonské univerzitě působil až do roku 1976. V práci "matematický popis lehkých jader" z roku 1937 představil S matice, které později rozvinul Werner Heisenberg. Ty se potom staly důležitou součástí částicové fyziky.
Wheeler dál zkoumal model kapalného atomového jádra, výsledky byly publikovány v roce 1938. Vzhledem k omezení modelu propásl možnost objevit jaderné štěpení. Později se ovšem Wheeler a Bohr pokoušeli uplatnit tento model na štěpení, protože experimentátoři dostávali nejasné výsledky. Ve spolupráci s Georgem Placzkem původem z Česka (v Brně má pamětní desku) přišli na skutečnost, že štěpení při nižších energiích je způsobeno izotopen uranu 235, zatímco při vyšších izotopem uranu 238.
V roce 1940 přišel na myšlenku vysvětlující nerozlišitelnost elementárních částic. Postuloval, že ve skutečnosti existuje pouze jediný elektron, který cestuje v čase tam a zpět. Když cestuje zpět, vidíme ho jako antičástici elektronu pozitron. Wheelerův tehdejší student Richard Feynman byl tímto nápadem zaujat a časovou reverzibilitu zabudoval do svého velkého objevu Feynmanových diagramů.

## Jaderné zbraně

### Projekt Manhattan
Po napadení Pearl Harbor Japonskem a vstupu USA do války se Wheeler přidal k projektu Manhattan. V lednu 1942 se připojil ke skupině, již vedl Eugene Paul Wigner v Chicagu, která se zabývala konstrukcí jaderných reaktorů. S Robertem Christym vypracovali metodu čištění plutonia, která byla dlouho tajná. V roce 1943 se začal podílet na části projektu zabývající se produkcí plutonia a konstrukcí jaderných reaktorů. Zde vyřešil problém s konstrukcí reaktorů, které produkovaly látky snižující jadernou reakci. V říjnu 1944 padl na frontě v Itálii jeho bratr Joseph.

### Vodíková bomba
V roce 1945 se Wheeler vrátil do Princetonu. Nadále spolupracoval s Feynmanem na fyzice částic. Zkoumal například miony v kosmickém záření. V roce 1953 se stal prvním ředitelem laboratoře pro výzkum kosmického záření. V letech 1949–1950 pobýval v Paříži. Po odpálení první sovětské atomové bomby v roce 1949 byl Wheeler požádán o účast na práci na silnější vodíkové bombě. Nejprve odmítl, ale po poradě s Bohrem nakonec souhlasil. Přestěhoval se proto do Los Alamos. Stanisław Ulam prokázal, že design bomby navrhovaný Edwardem Tellerem nebude fungovat, poté Wheeler a Edward Teller navrhli konstrukci známou jako budík, nejednalo se ovšem o skutečnou termojadernou zbraň. Až v roce 1951 přišli Teller a Ulam s funkčním designem. Téhož roku se Wheeler vrátil na Princeton, kde založil novou laboratoř, ta měla dvě části, jedna se zabývala jadernými zbraněmi a vedl ji Wheeler sám a druhou, kde se zkoumalo civilní využití fúzní reakce, vedl Lyman Spitzer. V roce 1953 došlo ke ztrátě tajné knihy, což mělo za následek udělení důtky Wheelerovi. Později téhož roku proběhl první termojaderný test. Wheelerova laboratoř existuje i na počátku 21. století jako Princeton Plasma Physics Laboratory.

## Pozdější práce
Později se začal zabývat obecnou teorií relativity. Nejprve zkoumal gravitační vlny, později hypotetické tunely v prostoročasu dnes známé jako červí díry. Postuloval základní strukturu vesmíru známou jako kvantová pěna, tedy kvantové fluktuace hmoty, jejichž projevem byly podle jeho názoru právě i červí díry.
Rovněž se zabýval teorií gravitačního kolapsu, právě on v roce 1967 poprvé použil termín černá díra. S Brycem DeWittem podnikl první pokusy o kvantování gravitace.
Napsal také několik učebnic obecné relativity. S Edwinem Taylorem sepsali publikaci Fyzika prostoročasu, která vyšla i ve slovenské verzi, další významnou učebnici Gravitation sepsal s Kipem Thornem a Charlesem Misnerem.
V roce 1976 opustil Princeton a následujících 10 let strávil jako profesor na Texaské univerzitě v Austinu. Zde se zabýval výzkumem kvantové mechaniky, zejména vlivem pozorování na pozorované objekty. Známý je jeho experiment se zpožděnou volbou. Tento experiment má zodpovědět otázku, zda světlo v Youngově dvouštěrbinovém experimentu nějak „cítí“ experimentální zařízení a přizpůsobuje tomu své chování, nebo zda zůstane v neurčitém stavu.
V roce 1990 navrhl, že informace má zásadní význam na fyziku vesmíru. Podle této doktríny nazývané bytí z bitu jsou všechny fyzikální objekty informačně teoretického původu. Spekuloval, že realita je vytvořena pozorovateli ve vesmíru. Razil termín participativní antropický princip, což je verze silného antropického principu.
Proslavil se i neobvyklým počtem vedených disertačních prací, jen na Princetonu jich vedl 46, více než kterýkoli z ostatních profesorů v oboru fyziky. Studovali u něj mimo jiné Richard Feynman, Charles Misner, Kip Thorne, Hugh Everett nebo Ja'akov Bekenstein.
Zemřel 13. dubna 2008 ve věku 96 let na zápal plic.

## Osobní život
Byl ženatý, s manželkou měli dvě dcery a syna.
Kromě vědy byl Wheeler i aktivním skeptikem, protestoval proti toleranci parapsychologie ze strany asociace pro rozvoj vědy, parapsychologii nazval pseudovědou. Jeho návrh byl ale v té době zamítnut.
Jeho nejvýznamnějším oceněním byla Wolfova cena, kterou obdržel v roce 1997.

## Publikační činnost
- Some Men and Moments in the History of Nuclear Physics: The Interplay of Colleagues and Motivations (1979). University of Minnesota Press
- A Journey Into Gravity and Spacetime (1990). Scientific American Library. W.H. Freeman & Company 1999 reprint: ISBN 0-7167-6034-7
- Spacetime Physics: Introduction to Special Relativity (1992). W. H. Freeman, ISBN 0-7167-2327-1
- At Home in the Universe (1994). American Institute of Physics 1995 reprint: ISBN 1-56396-500-3
- Geons, Black Holes, and Quantum Foam: A Life in Physics (1998). New York: W.W. Norton & Co, hardcover: ISBN 0-393-04642-7, paperback: ISBN 0-393-31991-1 — autobiography and memoir.
- Exploring Black Holes: Introduction to General Relativity (2000). Addison Wesley, ISBN 0-201-38423-X
- Law Without Law